# Arlington (Wisconsin)
Arlington è un comune degli Stati Uniti, situato in Wisconsin e in particolare nella Contea di Columbia.